# Quicuquiro (distrito)
Quicuquiro (em quiniaruanda: Kicukiro) é um distrito da Ruanda situado na província (intara) de Quigali. De acordo com o censo de 2012, havia 318 564 habitantes. Se divide em 10 setores (imirengues):
| Setor      | Nome nativo | População (2012) |
| ---------- | ----------- | ---------------- |
| Ganga      | Gahanga     | 27 808           |
| Gatenga    | Gatenga     | 48 640           |
| Guicondo   | Gikondo     | 17 146           |
| Cagarama   | Kagarama    | 14 385           |
| Canombe    | Kanombe     | 44 426           |
| Quicuquiro | Kicukiro    | 16 450           |
| Quigarama  | Kigarama    | 43 907           |
| Massaca    | Masaka      | 39 548           |
| Niboie     | Niboye      | 26 197           |
| Niarugunga | Nyarugunga  | 40 057           |